# Svenske adelsslægter
Svenske adelsslægter. Sverige har omkring 900 adelsslægter, ubetitlede, friherrelige og grevelige.
Der skelnes mellem introduceret og ikke-introduceret adel. Med »introduceret« menes, at svenske adelsslægter er introduceret på Riddarhuset. De introducerede er medlemmer af Riddarhuset. Mange ointroducerade er medlemmer af Ointroducerad Adels Förening.

## Introduceret adel
Baseret på Sveriges Ridderskap och Adels kalender
(listen er kun påbegyndt)
- Anckarstierna
- Barnekow (adelsslægt)
- Bielke
- Blixen-Finecke
- Brahe
- De la Gardie
- Gyldenstierne
- Heinen
- Horn (adelsslægt)
- Horn af Rantzien
- Krummedige
- Nordenskiöld
- Nordensvan
- Oxenstierna
- Horn af Rantzien
- Sperling (slægter)

### Ventetid på at blive introduceret
Sven Hedin blev adlet den 1. juli 1902. Han blev den sidste, der modtog et svensk adelsbrev (sköldebrev (skjoldbrev) eller vapenbrev). Hedin døde i 1952, og han efterlod sig ingen efterkommere.
Nogle adelige slægter har ventet i årtier (eller århundreder) inden, at adelsbrevet er blevet fulgt op med medlemskab i Riddarhuset. 
Nedenstående slægter er blevet introduceret i Riddarhuset omkring 1970, men deres adelsbreve er alle fra før 1902 . 
- von Braun (introd.1967)
- Carpelan (ny gren 1983)
- Gentzschein (introd. 1967)
- Gyllenskepp (tidligere slettet, men genindført i Riddarhuset)
- von Rosen af Kardina (introd. 1971)
- von Samson-Himmelstjerna (introd. 1974).

Ridderslægten von Rosen af Kardina boede i Livland. Købmanden Bogislaus Rose (1572-1658), der boede i Tallinn, fik et svensk adelsbrev den 1. oktober 1617. I 1634 søgte han om introduktion i Riddarhuset, men fik det svar, at dette først kunne ske, når slægten bosatte sig i det egentlige Sverige. 
I 1971 blev hans efterkommer Claus von Rosen (født 1904 i Riga) svensk statsborger, og slægten kunne blive introduceret ved 337 års forsinkelse. 

## Ikke-introduceret adel
Baseret på Kalender över Ointroducerad Adels Förening

## Øvrige emner
- Adel
- Danske adelsslægter
- Norske adelsslægter